# Rifugio Kocbek
Il Rifugio Kocbek (in sloveno: Češka koča na Spodnjih Ravneh) è un rifugio situato nel comune di Kamnik in Slovenia, a 1.803 m s.l.m., situato ai piedi del monte Ojstrica.

## Percorsi
- 4½h: dal Rifugio Kamnik 601 m, per il passo Presedljaj
- 2h: da Luče pasando per Podvežak Pasture 1.440 m
- 2½h: da Luče, pasando per Ravne Pasture 1.500 m
- 4h: da Rogovilec Inn passando per Roban Cirque

## Rifugi nelle vicinanze
- 4h: verso Rifugio Domžale 1.526 m, passando per Mount Horse
- 3h: verso Rifugio passo di Kamnik 1864 m, passando verso il lato sud del monte Planjava
- 3½h: verso le cave Klemenšek di Ojstrica 1.208 m, passando per il passo di Škarje

## Cime nelle vicinanze
- 1h: Luče 2.023 m
- 1½h: Ojstrica 2.350 m
- 2h: Planjava 2.394 m, via the Petkove Njive Pasture
- 2½h: Planjava 2.394 m, via Luče Mount Baba
- 1½h: Veliki Vrh 2.110 m